# El néctar sellado
El néctar sellado (en árabe y urdu الرحيق المختوم) es una biografía del profeta Mahoma, escrita por el Sheij Safi-ur-Rahmân Al-Mubarakfuri.
Esta obra es considerada una de las de mayor autoridad de la Siraa o ciencia islámica de la vida del profeta del Islam. Se caracteriza por apegarse estrictamente a las fuentes más autentificadas, y al mismo tiempo permitiendo una fácil lectura, un esfuerzo que fue, sin duda, reconocido internacionalmente debido a su proliferante distribución en diversos idiomas.
Ganó un concurso organizado por la Liga del Mundo Islámico. Compitieron 171 trabajos escritos en diferentes idiomas. A partir de entonces, El néctar sellado se convirtió en una obra muy popular.
- Datos: Q3472046